# Follo Fotballklubb 2013
Questa voce raccoglie le informazioni riguardanti il Follo Fotballklubb nelle competizioni ufficiali della stagione 2013.

## Stagione
Il Follo, neopromosso nella 1. divisjon, chiuse la stagione al 15º posto, retrocedendo così nella 2. divisjon. L'avventura nella Coppa di Norvegia 2013 si chiuse invece al terzo turno, con l'eliminazione per mano del Tromsø. Il calciatore più utilizzato in stagione fu Alexander Ruud Tveter, con 33 presenze (30 in campionato e 3 in coppa). Fu anche il miglior marcatore, assieme a Fitim Azemi (entrambi a quota 10 reti, tutte siglate in campionato).

## Maglie e sponsor
Lo sponsor tecnico per la stagione 2013 fu Legea, mentre lo sponsor ufficiale Skeidar. La divisa casalinga era composta da una maglietta bianca a strisce celesti, con pantaloncini e calzettoni celesti. Quella da trasferta era invece costituita da una maglia rosa con inserti neri, pantaloncini neri e calzettoni rosa.
| Casa | Trasferta |

## Rosa
| N. |                       | Ruolo | Calciatore              |
| -- | --------------------- | ----- | ----------------------- |
| 1  | Norvegia (bandiera)   | P     | Pål Stensholt           |
| 2  | Norvegia (bandiera)   | D     | Jens Kristian Skogmo    |
| 3  | Norvegia (bandiera)   | C     | Martin Reier            |
| 4  | Norvegia (bandiera)   | D     | Torstein Mjønner        |
| 5  | Norvegia (bandiera)   | D     | Robin Rasch             |
| 6  | Norvegia (bandiera)   | A     | Patrik Karoliussen      |
| 7  | Portogallo (bandiera) | C     | Jorge Cordeiro          |
| 8  | Norvegia (bandiera)   | C     | Andreas Steinbakk-Olsen |
| 9  | Norvegia (bandiera)   | A     | Fitim Azemi             |
| 10 | Norvegia (bandiera)   | C     | Øystein Vestvatn        |
| 11 | Norvegia (bandiera)   | A     | Christian Mork          |
| 14 | Norvegia (bandiera)   | D     | Anders Lübeck           |
| 15 | Norvegia (bandiera)   | C     | Halvor Raddum           |
| 16 | Norvegia (bandiera)   | C     | Jonas Scheie Hammer     |
| 17 | Norvegia (bandiera)   | A     | Markus Elvenes          |

| N. |                     | Ruolo | Calciatore            |
| -- | ------------------- | ----- | --------------------- |
| 18 | Norvegia (bandiera) | P     | Frode Larsen          |
| 19 | Norvegia (bandiera) | A     | Misim Memishi         |
| 20 | Norvegia (bandiera) | A     | Eirik Markegård       |
| 21 | Norvegia (bandiera) | C     | Daniel Pedersen       |
| 22 | Norvegia (bandiera) | C     | Fredrik Levorstad     |
| 23 | Norvegia (bandiera) | C     | Håvard Andreassen     |
| 25 | Norvegia (bandiera) | C     | Lars Vincent Andersen |
| 28 | Norvegia (bandiera) | A     | Alexander Ruud Tveter |
| 29 | Norvegia (bandiera) | C     | Julian Bødker Ghansah |
| 31 | Norvegia (bandiera) | C     | Henrik Nøkleby        |
| 32 | Norvegia (bandiera) | D     | Nikolai Grefslie      |
| 33 | Norvegia (bandiera) | D     | Benjamin Dahl Hagen   |
| 34 | Norvegia (bandiera) | A     | Shadi Ali             |
| 54 | Norvegia (bandiera) | P     | Marius Helstad        |

## Calciomercato

### Sessione invernale(dal 01/01 al 31/03)
| Acquisti | Acquisti              | Acquisti     | Acquisti   |
| R.       | Nome                  | da           | Modalità   |
| -------- | --------------------- | ------------ | ---------- |
| P        | Frode Larsen          | Sarpsborg 08 | definitivo |
| P        | Pål Stensholt         | Ørn-Horten   | definitivo |
| D        | Benjamin Dahl Hagen   | Vålerenga    | definitivo |
| C        | Lars Vincent Andersen | Vålerenga    | definitivo |
| C        | Fredrik Levorstad     | Stabæk       | definitivo |
| A        | Christian Mork        |              | svincolato |
| A        | Alexander Ruud Tveter | Fredrikstad  | definitivo |

| Cessioni | Cessioni           | Cessioni     | Cessioni   |
| R.       | Nome               | a            | Modalità   |
| -------- | ------------------ | ------------ | ---------- |
| P        | Drin Shala         |              | svincolato |
| C        | Richard Larsen     | Drøbak/Frogn | definitivo |
| C        | Pape Formose Mendy |              | svincolato |
| A        | Christian Østli    | Fram Larvik  | definitivo |

### Sessione estiva(dal 15/07 al 10/08)
| Acquisti | Acquisti | Acquisti | Acquisti |
| R.       | Nome     | da       | Modalità |
| -------- | -------- | -------- | -------- |

| Cessioni | Cessioni        | Cessioni | Cessioni   |
| R.       | Nome            | a        | Modalità   |
| -------- | --------------- | -------- | ---------- |
| A        | Eirik Markegård | Bærum    | definitivo |

## Risultati

### 1. divisjon

#### Girone di andata
| Ski 2 giugno 2013, ore 18:00 1ª giornata | Follo | 0 – 0 referto | Bryne | Ski Stadion (524 spett.) |

| Arbitro: | Gjermshus |

|                                                |           |           |
| Kirkevold 64’ Ingebretsen 67’, 76’ Gauseth 73’ | Marcatori | 10’ Azemi |

| Arbitro: | Hansen |

|                                |           |                         |
| Markegård 61’ (rig.) Azemi 89’ | Marcatori | 17’ Moltu 41’ Magnussen |

| Arbitro: | Øvrebø (Oslo) |

|  |           |            |
|  | Marcatori | 63’ Økland |

| Arbitro: | Lundby |

|                            |           |  |
| Laajab 5’, 7’ Richards 57’ | Marcatori |  |

| Arbitro: | Gjermshus |

|                     |           |                                 |
| Azemi 4’ Tveter 11’ | Marcatori | 26’ Stokkelien 42’, 71’ Brustad |

| Arbitro: | Borgersen (Oslo) |

|                                |           |            |
| Tønne 7’ Adebahr 47’ Asani 60’ | Marcatori | 63’ Skogmo |

| Arbitro: | Lundby |

|                 |           |            |
| Sellin 37’, 69’ | Marcatori | 14’ Hammer |

| Arbitro: | Moen |

|                                        |           |                        |
| Tveter 11’, 43’ Karoliussen 52’ (rig.) | Marcatori | 64’ (aut.) Karoliussen |

| Arbitro: | Kringstad |

|          |           |                        |
| Grov 64’ | Marcatori | 45’ Vestvatn 57’ Azemi |

| Ski 10 giugno 2013, ore 19:00 11ª giornata      | Follo     | 0 – 1 referto | Fredrikstad | Ski Stadion (939 spett.) |
| \| \| \| \| \| \| Marcatori \| 47’ Martinsen \| |           |               |             |                          |
|                                                 |           |               |             |                          |
|                                                 | Marcatori | 47’ Martinsen |             |                          |

| Arbitro: | Tennøy |

|                                          |           |  |
| Myklebust 43’, 49’ (rig.) Solum 45’, 86’ | Marcatori |  |

| Arbitro: | Tennøy |

|                              |           |                                             |
| Azemi 56’ Markegård 82’, 90’ | Marcatori | 12’ Langås 27’ Andresen 69’, 90’ Dos Santos |

| Arbitro: | Gya |

|                      |           |  |
| Brandtzæg 73’ (rig.) | Marcatori |  |

| Arbitro: | Ahlsen |

|  |           |                      |
|  | Marcatori | 35’ Bye 89’ Krogstad |

#### Girone di ritorno
| Arbitro: | Hagenes |

|  |           |               |
|  | Marcatori | 36’ Levorstad |

| Ski 4 settembre 2013, ore 18:00 17ª giornata                                    | Follo     | 4 – 0 referto | Vard Haugesund | Ski Stadion |
| \| \| \| \| \| Azemi 4’ Levorstad 37’ Tveter 41’, 90’ (rig.) \| Marcatori \| \| |           |               |                |             |
|                                                                                 |           |               |                |             |
| Azemi 4’ Levorstad 37’ Tveter 41’, 90’ (rig.)                                   | Marcatori |               |                |             |

| Arbitro: | Lundby |

|                                                |           |  |
| Giæver 28’ (rig.) Dos Santos 49’, 90’ Mork 80’ | Marcatori |  |

| Arbitro: | Gya |

|  |           |                |
|  | Marcatori | 52’ V. Braaten |

| Arbitro: | Borgersen (Oslo) |

|                                        |           |                         |
| Mendy 55’, 62’ Psyché 58’ Kalludra 69’ | Marcatori | 25’ Tveter 81’ Vestvatn |

| Arbitro: | Moen |

|                |           |             |
| Tveter 9’, 90’ | Marcatori | 46’ Adebahr |

| Arbitro: | Toppe |

|                       |           |             |
| Anene 17’ Brustad 38’ | Marcatori | 41’ Mjønner |

| Arbitro: | Kringstad |

|  |           |               |
|  | Marcatori | 61’ Kirkevold |

| Arbitro: | Haugen |

|                                          |           |                              |
| Khalili 16’, 74’ Breimyr 23’ Ertzeid 60’ | Marcatori | 17’, 89’ Azemi 47’ Levorstad |

| Arbitro: | Kringstad |

|                                                     |           |  |
| Rismark 25’ Aas 37’ (rig.), 57’ Krogstad 87’ (rig.) | Marcatori |  |

| Arbitro: | Steen |

|                        |           |                |
| Azemi 21’ Vestvatn 86’ | Marcatori | 69’ Johannesen |

| Arbitro: | Gya |

|  |           |                                                   |
|  | Marcatori | 23’ Rasch 71’ Skogmo 72’, 84’ Tveter 84’ Vestvatn |

| Arbitro: | Tennøy |

|                                      |           |  |
| Azemi 14’ (rig.) Rasch 18’ Reier 39’ | Marcatori |  |

| Arbitro: | Borgersen (Oslo) |

|                          |           |  |
| Aursnes 60’ Andersen 76’ | Marcatori |  |

| Arbitro: | Gjermshus |

|                            |           |                |
| Azemi 3’ (rig.) Skogmo 56’ | Marcatori | 24’ Ca. Hansen |

### Coppa di Norvegia
| Arbitro: | Trædal |

|                                |           |                                               |
| Latyr 64’ Røssevold 90’ (rig.) | Marcatori | 5’ Reier 34’ (rig.) Markegård 51’ Karoliussen |

| Arbitro: | Haugen |

|                            |           |                |
| Markegård 76’, 120’ (rig.) | Marcatori | 37’ Pellegrino |

| Arbitro: | Hansen |

|                                    |           |           |
| Fojut 7’ Andersen 67’ Johansen 75’ | Marcatori | 90’ Hagen |

## Statistiche

### Statistiche di squadra
| Competizione      | Punti | In casa | In casa | In casa | In casa | In casa | In casa | In trasferta | In trasferta | In trasferta | In trasferta | In trasferta | In trasferta | Totale | Totale | Totale | Totale | Totale | Totale | DR  |
| Competizione      | Punti | G       | V       | N       | P       | Gf      | Gs      | G            | V            | N            | P            | Gf           | Gs           | G      | V      | N      | P      | Gf     | Gs     | DR  |
| ----------------- | ----- | ------- | ------- | ------- | ------- | ------- | ------- | ------------ | ------------ | ------------ | ------------ | ------------ | ------------ | ------ | ------ | ------ | ------ | ------ | ------ | --- |
| 1. divisjon       | 27    | 15      | 6       | 2       | 7       | 23      | 19      | 15           | 3            | 0            | 12           | 17           | 38           | 30     | 9      | 2      | 19     | 40     | 57     | -17 |
| Coppa di Norvegia | -     | 1       | 1       | 0       | 0       | 2       | 1       | 2            | 1            | 0            | 1            | 4            | 5            | 3      | 2      | 0      | 1      | 6      | 6      | 0   |
| Totale            | -     | 16      | 7       | 2       | 7       | 25      | 20      | 17           | 4            | 0            | 13           | 21           | 43           | 33     | 11     | 2      | 20     | 46     | 63     | -17 |

### Statistiche dei giocatori
| Giocatore          | 1. divisjon | 1. divisjon | 1. divisjon | 1. divisjon | Coppa di Norvegia | Coppa di Norvegia | Coppa di Norvegia | Coppa di Norvegia | Coppe europee | Coppe europee | Coppe europee | Coppe europee | Altre coppe | Altre coppe | Altre coppe | Altre coppe | Totale   | Totale | Totale      | Totale     |
| Giocatore          | Presenze    | Reti        | Ammonizioni | Espulsioni  | Presenze          | Reti              | Ammonizioni       | Espulsioni        | Presenze      | Reti          | Ammonizioni   | Espulsioni    | Presenze    | Reti        | Ammonizioni | Espulsioni  | Presenze | Reti   | Ammonizioni | Espulsioni |
| ------------------ | ----------- | ----------- | ----------- | ----------- | ----------------- | ----------------- | ----------------- | ----------------- | ------------- | ------------- | ------------- | ------------- | ----------- | ----------- | ----------- | ----------- | -------- | ------ | ----------- | ---------- |
| S. Ali             | 3           | 0           | 0           | 0           | 0                 | 0                 | 0                 | 0                 | ?             | ?             | ?             | ?             | ?           | ?           | ?           | ?           | 3+       | 0+     | 0+          | 0+         |
| L. Andersen        | 1           | 0           | 0           | 0           | 2                 | 0                 | 0                 | 0                 | ?             | ?             | ?             | ?             | ?           | ?           | ?           | ?           | 3+       | 0+     | 0+          | 0+         |
| H. Andreassen      | 3           | 0           | 0           | 0           | 2                 | 0                 | 0                 | 0                 | ?             | ?             | ?             | ?             | ?           | ?           | ?           | ?           | 5+       | 0+     | 0+          | 0+         |
| F. Azemi           | 29          | 10          | 3           | 0           | 3                 | 0                 | 1                 | 0                 | ?             | ?             | ?             | ?             | ?           | ?           | ?           | ?           | 32+      | 10+    | 4+          | 0+         |
| J. Cordeiro        | 12          | 0           | 2           | 0           | 2                 | 0                 | 0                 | 0                 | ?             | ?             | ?             | ?             | ?           | ?           | ?           | ?           | 14+      | 0+     | 2+          | 0+         |
| M. Elvenes         | 0           | 0           | 0           | 0           | 0                 | 0                 | 0                 | 0                 | ?             | ?             | ?             | ?             | ?           | ?           | ?           | ?           | 0+       | 0+     | 0+          | 0+         |
| J. Ghansah         | 0           | 0           | 0           | 0           | 0                 | 0                 | 0                 | 0                 | ?             | ?             | ?             | ?             | ?           | ?           | ?           | ?           | 0+       | 0+     | 0+          | 0+         |
| N. Grefslie        | 1           | 0           | 0           | 0           | 0                 | 0                 | 0                 | 0                 | ?             | ?             | ?             | ?             | ?           | ?           | ?           | ?           | 1+       | 0+     | 0+          | 0+         |
| B. Hagen           | 27          | 0           | 3           | 0           | 3                 | 1                 | 0                 | 0                 | ?             | ?             | ?             | ?             | ?           | ?           | ?           | ?           | 30+      | 1+     | 3+          | 0+         |
| J. Hammer          | 13          | 0           | 2           | 0           | 1                 | 0                 | 0                 | 0                 | ?             | ?             | ?             | ?             | ?           | ?           | ?           | ?           | 14+      | 0+     | 2+          | 0+         |
| M. Helstad         | 0           | 0           | 0           | 0           | 0                 | 0                 | 0                 | 0                 | ?             | ?             | ?             | ?             | ?           | ?           | ?           | ?           | 0+       | 0+     | 0+          | 0+         |
| P. Karoliussen     | 29          | 2           | 3           | 0           | 1                 | 1                 | 0                 | 1                 | ?             | ?             | ?             | ?             | ?           | ?           | ?           | ?           | 30+      | 3+     | 3+          | 1+         |
| F. Larsen          | 19          | 0           | 0           | 0           | 1                 | 0                 | 0                 | 0                 | ?             | ?             | ?             | ?             | ?           | ?           | ?           | ?           | 20+      | 0+     | 0+          | 0+         |
| F. Levorstad       | 20          | 3           | 2           | 0           | 1                 | 0                 | 1                 | 0                 | ?             | ?             | ?             | ?             | ?           | ?           | ?           | ?           | 21+      | 3+     | 3+          | 0+         |
| A. Lübeck          | 19          | 0           | 3           | 2           | 1                 | 0                 | 0                 | 0                 | ?             | ?             | ?             | ?             | ?           | ?           | ?           | ?           | 20+      | 0+     | 3+          | 2+         |
| E. Markegård       | 14          | 2           | 0           | 0           | 2                 | 3                 | 1                 | 0                 | ?             | ?             | ?             | ?             | ?           | ?           | ?           | ?           | 16+      | 5+     | 1+          | 0+         |
| M. Memishi         | 10          | 0           | 0           | 0           | 0                 | 0                 | 0                 | 0                 | ?             | ?             | ?             | ?             | ?           | ?           | ?           | ?           | 10+      | 0+     | 0+          | 0+         |
| T. Mjønner         | 25          | 1           | 4           | 0           | 1                 | 0                 | 0                 | 0                 | ?             | ?             | ?             | ?             | ?           | ?           | ?           | ?           | 26+      | 1+     | 4+          | 0+         |
| C. Mork            | 9           | 0           | 1           | 0           | 2                 | 0                 | 0                 | 0                 | ?             | ?             | ?             | ?             | ?           | ?           | ?           | ?           | 11+      | 0+     | 1+          | 0+         |
| H. Nøkleby         | 2           | 0           | 0           | 0           | 0                 | 0                 | 0                 | 0                 | ?             | ?             | ?             | ?             | ?           | ?           | ?           | ?           | 2+       | 0+     | 0+          | 0+         |
| D. Pedersen        | 18          | 0           | 1           | 0           | 1                 | 0                 | 0                 | 0                 | ?             | ?             | ?             | ?             | ?           | ?           | ?           | ?           | 19+      | 0+     | 1+          | 0+         |
| H. Raddum          | 23          | 0           | 2           | 0           | 3                 | 0                 | 0                 | 0                 | ?             | ?             | ?             | ?             | ?           | ?           | ?           | ?           | 26+      | 0+     | 2+          | 0+         |
| R. Rasch           | 11          | 2           | 2           | 0           | 0                 | 0                 | 0                 | 0                 | ?             | ?             | ?             | ?             | ?           | ?           | ?           | ?           | 11+      | 2+     | 2+          | 0+         |
| M. Reier           | 16          | 1           | 2           | 0           | 2                 | 1                 | 2                 | 0                 | ?             | ?             | ?             | ?             | ?           | ?           | ?           | ?           | 18+      | 2+     | 4+          | 0+         |
| J. Skogmo          | 29          | 3           | 3           | 0           | 2                 | 0                 | 0                 | 0                 | ?             | ?             | ?             | ?             | ?           | ?           | ?           | ?           | 31+      | 3+     | 3+          | 0+         |
| A. Steinbakk-Olsen | 16          | 0           | 0           | 0           | 2                 | 0                 | 0                 | 0                 | ?             | ?             | ?             | ?             | ?           | ?           | ?           | ?           | 18+      | 0+     | 0+          | 0+         |
| P. Stensholt       | 12          | 0           | 0           | 0           | 2                 | 0                 | 0                 | 0                 | ?             | ?             | ?             | ?             | ?           | ?           | ?           | ?           | 14+      | 0+     | 0+          | 0+         |
| A. Tveter          | 30          | 10          | 0           | 0           | 3                 | 0                 | 0                 | 0                 | ?             | ?             | ?             | ?             | ?           | ?           | ?           | ?           | 33+      | 10+    | 0+          | 0+         |
| Ø. Vestvatn        | 26          | 4           | 1           | 0           | 3                 | 0                 | 0                 | 0                 | ?             | ?             | ?             | ?             | ?           | ?           | ?           | ?           | 29+      | 4+     | 1+          | 0+         |